# Kōnosu
Kōnosu (japanska: 鴻巣市?, Kōnosu-shi) är en stad i Saitama prefektur i Japan. Staden fick stadsrättigheter 1954.